# فیرلی باتنس
فیرلی باتنس (هلندی: Veerle Baetens؛ زاده ۲۴ ژانویهٔ ۱۹۷۸) یک هنرپیشه، و خواننده اهل بلژیک بود احتمالاً بیشتر به خاطر حضور در نقش Elise/Alabama در فروپاشی حلقه شکسته شناخته می‌شود. وی همچنین در تعدادی زیادی فیلم به زبان فلامان نقش آفرینی کرده است.

## گزیده فیلمشناسی
از فیلم‌ها یا برنامه‌های تلویزیونی که وی در آن نقش داشته‌است می‌توان به فروپاشی حلقه شکسته (۲۰۱۲)، بوسه (۲۰۰۴)، حکم (۲۰۱۳) و آردنس (۲۰۱۵) اشاره کرد.